# Juan Carlos Holguín
Juan Carlos Holguín Maldonado (Quito, 1983) es un empresario y político ecuatoriano. Fue Embajador Itinerante a cargo de la diplomacia de las vacunas y posteriormente Canciller de la República del Ecuador, desde el 3 de enero de 2022 hasta el 1 de abril de 2023; en el gobierno de Guillermo Lasso.

## Trayectoria
Holguín estudió Comunicación Corporativa y Relaciones Públicas de la Universidad San Francisco de Quito y tiene una Maestría en Políticas Públicas de  la Universidad de Georgetown. También tiene una Maestría en Desarrollo Local por la Universidad Nacional San Martin de Argentina y actualmente es candidato a PhD por la Universidad de Navarra. Ha realizado un posgrado en Management del Deporte de la Universidad Católica de Argentina y la FIFA (2007) y en Liderazgo para Gobierno en el IDE. En su faceta de empresario incursionó en el sector de tecnología y telecomunicaciones desde sus 19 años y es Presidente del Directorio del holding Link en Ecuador, Colombia y República Dominicana. En el sector deportivo, ha llevado la representación comercial de deportistas como Antonio Valencia y Glenda Morejón. Es miembro de las Juntas Directivas de varias compañías en el área de telecomunicaciones, seguros, medios de comunicación y energía. 
En la campaña electoral de 2019 Holguín fue candidato a la alcaldía de Quito por el movimiento CREO, cuyo fundador es el presidente Guillermo Lasso pero sólo logró el 6,86% de votos.
Tras la victoria de Guillermo Lasso en la Presidencia de Ecuador Holguín lideró el equipo de transición de Gobierno, siendo considerado una de las personas más cercanas al Gobierno.
Fue Embajador Itinerante Ad Honorem de Ecuador para temas estratégicos, entre mayo y diciembre de 2021.

### Canciller del Ecuador
El 2 de enero de 2022, fue nombrado por el presidente Guillermo Lasso, como Ministro de Relaciones Exteriores y Movilidad Humana (del cual ostenta el título de Canciller); su posesión fue al día siguiente. El 30 de marzo presentó su renuncia al cargo por motivos personales, y posteriormente el 1 de abril se hizo oficial su salida como canciller.